# Královna Eleonora a překrásná Rosamunda
Annie Rogersová a Mary Jacksonová ve scéně Královna Eleonora a překrásná Rosamunda (anglicky: Annie Rogers and Mary Jackson as Queen Eleanor and Fair Rosamund) je inscenovaná fotografie Lewise Carrolla (Charles Lutwidge Dodgson, 1832–1898). Zobrazuje legendární epizodu ze středověkých dějin Anglie.

## Historie vzniku a osud fotografie
Fotografie Královna Eleonora a překrásná Rosamunda byla pořízena 3. července 1863. Výška fotografie je 206 mm, šířka 152 mm. Fotografie je rámována shora půlkruhovým obloukem. Barevné provedení: sépie. Místo pořízení údajně bylo Badcock's Yard, St Aldates, Oxford. Samotná fotografie obsahuje nápis „Červen 1862“ („June 1862“), ale je považován za chybný a pozdní, protože je v rozporu s věkem dívek zobrazených na fotografii. Pozitiv je pořízený technikou albuminového tisku z kolodiového negativu a k fotografii je přiložena kartonová složka se strojopisem od autora a dárce.
Když byla fotografie hotová, poslal Carroll Annie kopii fotografie spolu s malou básní, kde jsou některé řádky zvýrazněny písmeny latinské abecedy:
| "My dear Annie, I send you A picture, which I hope will B one that you will like to C If your Mamma should D sire one like it, I could E sily get her one. — Your affectionate friend, C. L. Dodgson" |

Je známo, že pozitiv fotografie byl součástí osobního alba spisovatele č. 2. Identifikátor fotografie / negativu: Z-PH-LCA-II.92. Číslo stránky v albu je 92. Všechny portréty dětí vytvořené Carrollem byly podle jeho vůle distribuovány rodinám modelů. Z tohoto důvodu byly Carrollovy fotografie rozptýleny a poztráceny v soukromých sbírkách. V roce 1945 sběratel, historik a fotograf Helmut Gernsheim obdržel nabídku na koupi alba dětských fotografií (podle prodejce byly fotografie „extrahovány z hromady knih v suterénu“), jejichž autorem mohl být Lewis Carroll. Nebyly o tom žádné důkazy, ale Gernsheim v Britském muzeu porovnal podpisy fotografií se slavnými Carrollovými autogramy a ujistil se, že patří spisovateli.
Fotografie je v současné době ve sbírce History of Science Museum v Oxfordu. V prosinci 1937 jej daroval muzeu Dr. Bertram Rogers. Událost je zmíněna ve výroční zprávě muzea za rok 1939, ale v této referenci nejsou žádné záznamy o akvizici. Dárcem byl synovec jedné ze zobrazených dívek, Annie Rogersové, která zemřela 28. října 1937, poté se rozhodl dát fotografii do muzea. Inventární číslo snímku je 30302.

## Syžet

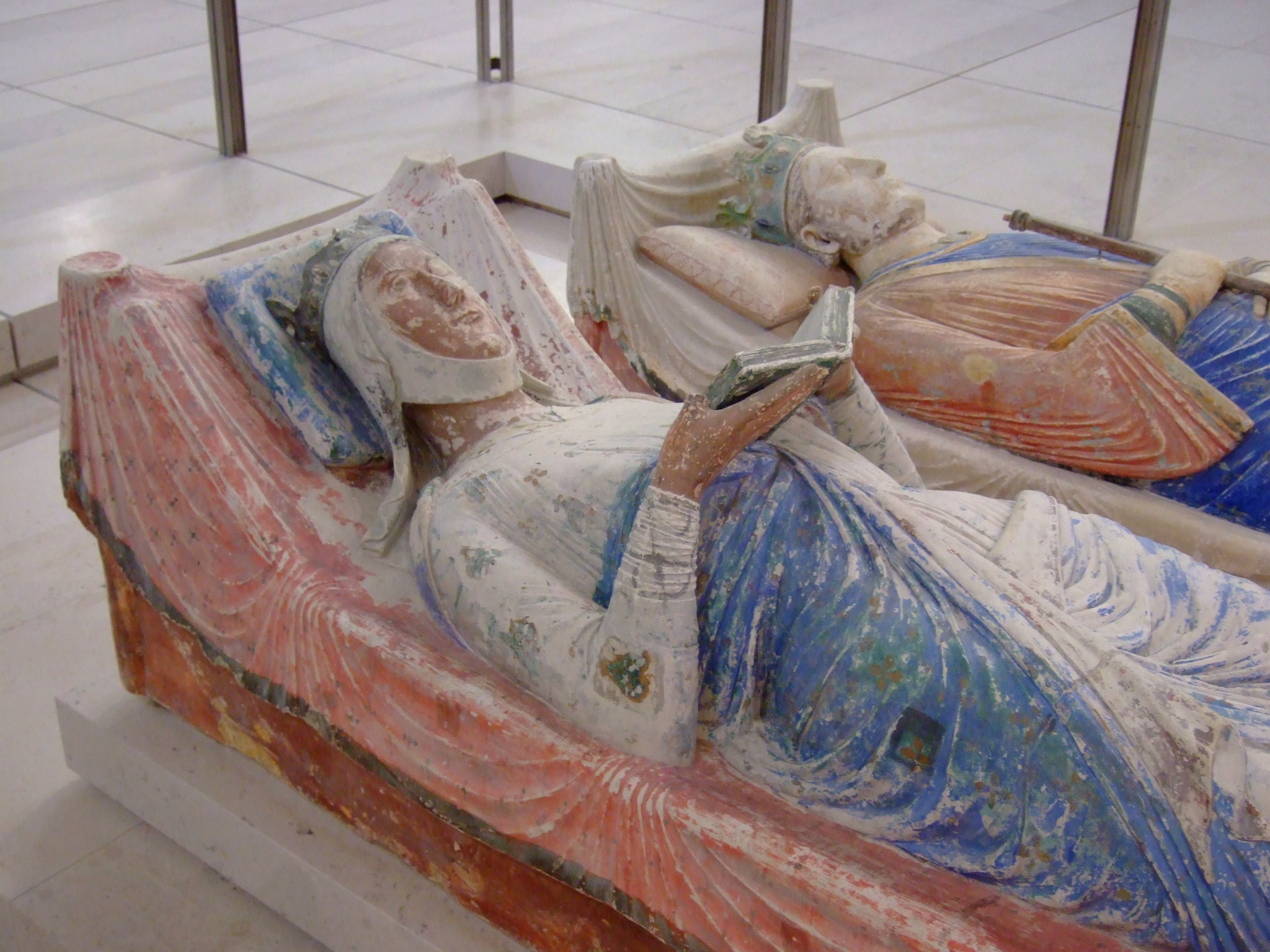
Náhrobek Eleanory Akvitánské a Jindřicha II., 13. století

Rosamunda Cliffordová (Rosamund de Clifford, vlastním jménem Joan de Clifford; † 1176) byla dcera anglo-normanského šlechtice Waltera Fitze-Richarda de Clifforda a Margaret de Tosney, milenka anglického krále Jindřicha II. Plantageneta. Pro svou krásu získala přezdívku „Krásná Rosamunda“ (Fair Rosamund) a „Rose of the World“. Jméno Rosamunda pravděpodobně pochází z latinského výrazu „růže světa“ (latinsky rosa mundi). Kolem roku 1163 se setkala s králem Jindřichem II. a v roce 1166 měli spolu poměr. Henry usadil svou milenku v paláci Woodstock Palace. Do roku 1174 však jen málo lidí vědělo o jejím spojení s Jindřichem II. V roce 1174 se román stal známým. Eleonora Akvitánská, manželka Jindřicha II., která se podílela na povstání svých synů proti svému manželovi, byla zajata a uvězněna v Salisbury, poté král začal trávit čas s Rosamundou otevřeně. Uvažoval o rozvodu s Eleanorou, aby se mohl oženit s Rosamundou. Úvahy Jindřicha II. však selhaly, papež povolit rozvod odmítl. V roce 1176 Rosamunda onemocněla a odešla do kláštera Godstow (poblíž Oxfordu), kde ve stejném roce zemřela. Její hrobka byla původně v klášterním kostele. Po smrti krále byla Rosamunda znovu pohřbena na žádost biskupa Huga z Lincolnu před klášterem, její hrob zmizel v 16. století.
Později (pravděpodobně poprvé v XIV. století v tzv. London chronicle a poté v baladách „The Legend of Rosamund“ a „The Confessions of Alienora“, se v posledně jmenovaném přiznává k tomuto zločinu před svou smrtí) objevila se legenda, že se král pokusil skrýt Rosamundu před svou ženou na zámku a v zahradě kolem něj vytvořil neprůchodný labyrint, ve kterém bylo možné najít cestu pouze pomocí stříbrné vodicí nitě, kterou si nechával rytíř hlídající Rosamundu – sir Thomas. Eleanora sira Thomase zabila a pomocí vlákna, které mu bylo svěřeno, dokázala najít cestu ke králově milence, poté nabídla Rosamundě zemřít podle volby: dýkou nebo jedem. Rosamunda zvolila jed. Ve skutečnosti byla Eleanora v té době ve vězení a nemohla spáchat vraždu svého soupeřky.
Carrollova fotografie zachycuje závěrečnou epizodu legendy – královna nabízí milence krále výběr ze smrti jedem nebo dýkou.

## Modelky zobrazené na fotografii
Dvě dívky, Annie Rogersová (vpravo) a Mary Jacksonová (vlevo), oblečené ve „středověkých“ oblecích, mezi nimi – vyřezávaná židle v gotickém stylu. Na hlavě „královny“ (Annie Rogersové) je koruna. V levé ruce drží křivou dýku a v pravé zdobenou škatulku, opírá se o židli (nabízí své soupeřce výběr mezi dýkou nebo jedem). Rosamunda má na hlavě stuhu s hvězdami, klečí, má sepjaté ruce položené na sedadle židle.
- Annie Rogersová (15. února 1856 – 28. října 1937) jako dítě opakovaně pózovala pro fotografie Lewise Carrolla, později se proslavila jako aktivní zastánkyně vzdělávání žen. Vyrůstala v Oxfordu v akademické rodině, byla dcerou tehdy slavného ekonoma profesora Thorolda Rogerse, v roce 1873 úspěšně složila zkoušky, které umožnily její přijetí na Balliolově koleji nebo Worcester, ale poté, co se zjistilo, že byla zapsána dívka a ne chlapec, která měla pouze šestý nejlepší výsledek,... Annie Rogersová dostala čtyři svazky Homéra jako dárek od Balliolovy koleje. Když v souvislosti s tímto příběhem vznikly samostatné kurzy pro ženy, promovala s nejlepším výsledkem a s vyznamenáním v latině a starověké řečtině (1877). Později se stala sekretářkou asociace pro vzdělávání žen a spoluzakladatelkou Society of Oxford Home-Students (Společnosti Oxfordských domácích studentů) St Anne's College, Oxford.[8]
- Mary L. Jacksonová je na snímku stará devět let, jejím otcem je Dr. Jackson, soukromý lékař v Holywellu.[9]

Jeho malé přítelkyně, které využíval jako fotomodely, Carroll nazýval dětské přítelkyně (child-friend). Někteří vědci se domnívají, že tato fráze spíše než věk naznačovala typ vztahu. Ve viktoriánské Anglii byl tento výraz velmi rozšířený a někdy odrážel povahu vztahů mezi lidmi různého sociálního postavení. Existují i jiné interpretace tohoto pojmu.

## Galerie

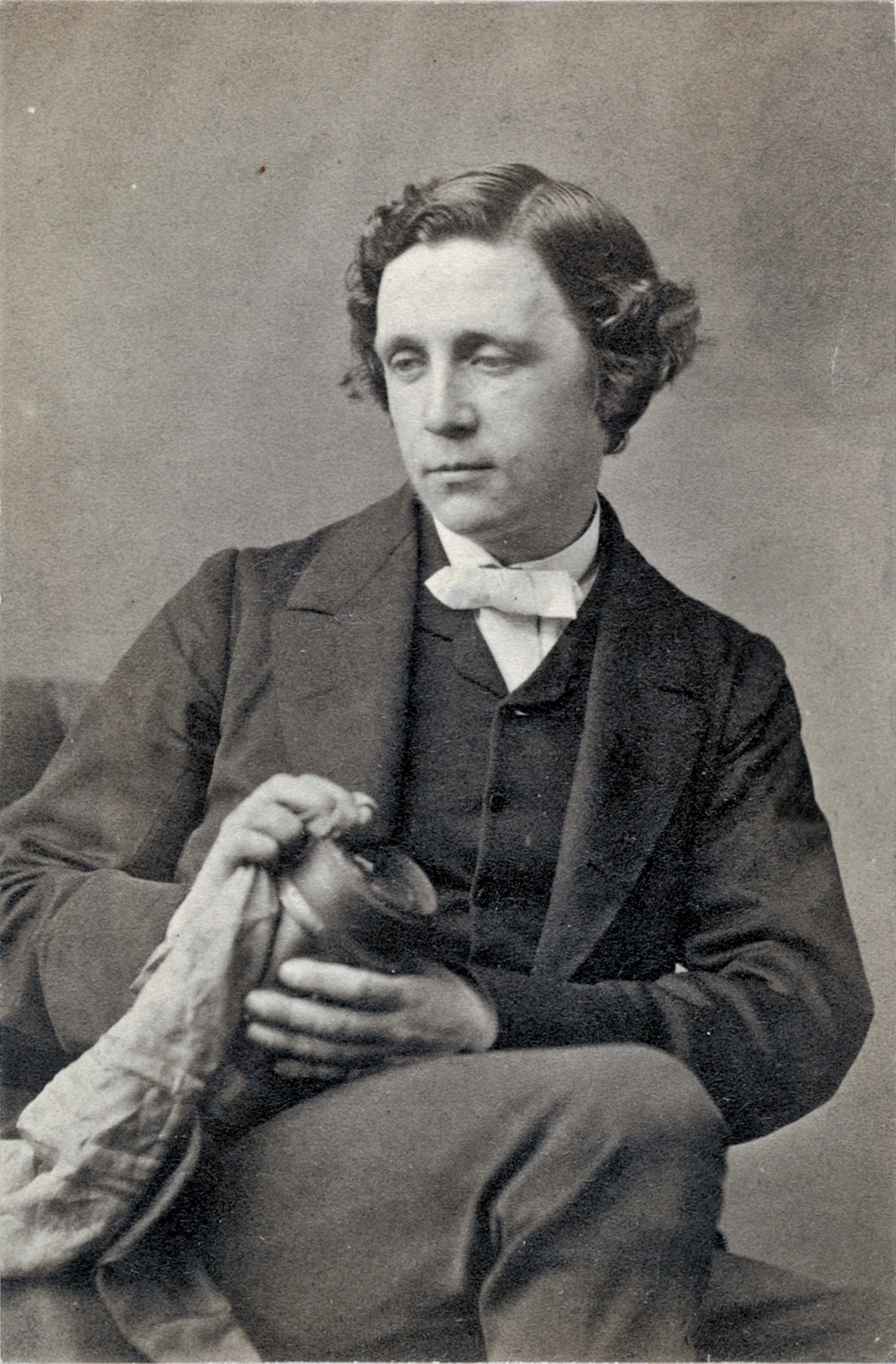
Oscar Gustave Rejlander: Lewis Carroll v roce 1863
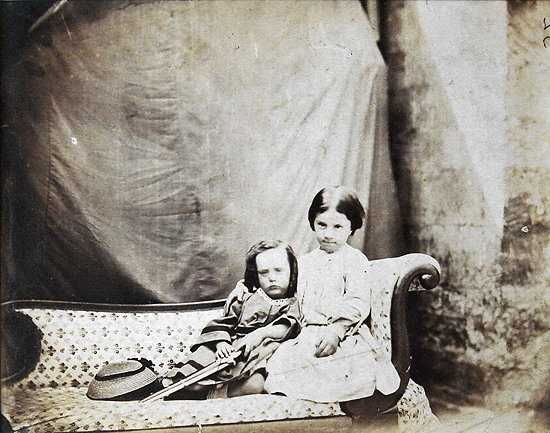
Lewis Carroll: Henry a Annie Rogersovi, 2. ledna 1861
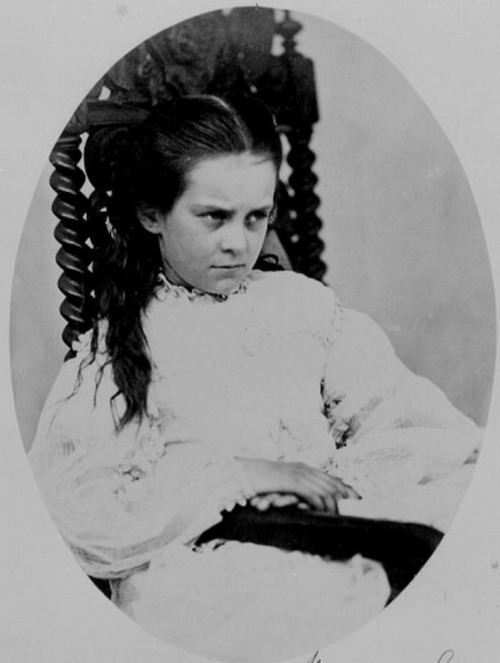
Lewis Carroll: Mary Jacksonová
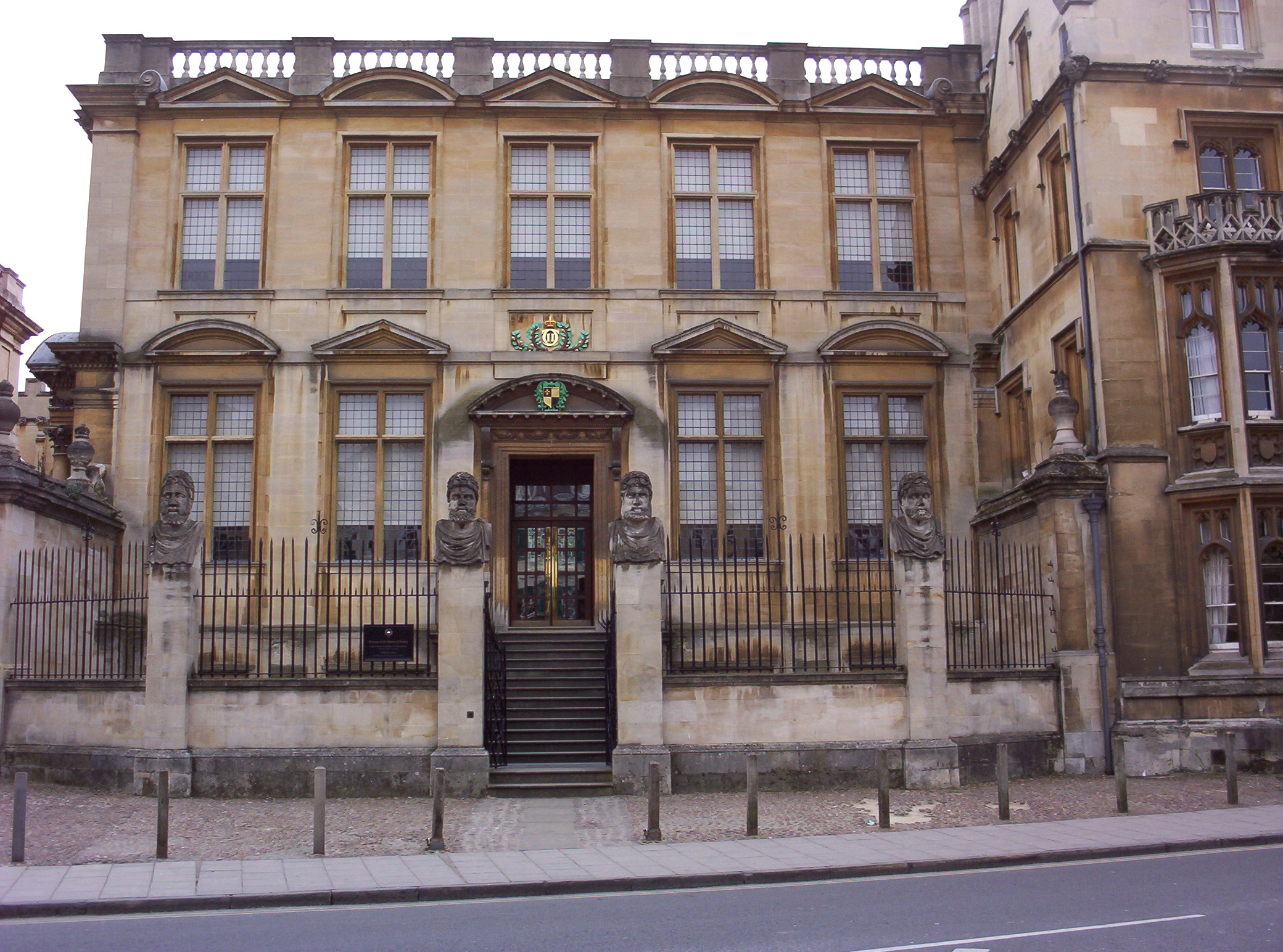
Muzeum dějin vědy, ve kterém se nachází fotografie